# Vorksjorring
Een vorksjorring is een type sjorring waarbij twee palen aan elkaar verbonden worden, zodat ze kunnen scharnieren ten opzichte van elkaar en zo een "tweepoot" kunnen vormen, een omgekeerde V.

## Werkwijze
Voor een vorksjorring worden eerst de palen tegen elkaar gelegd met een stukje tussenruimte. Op een van de palen wordt begonnen met een mastworp. Hierna wordt het touw enkele malen om de palen gewikkeld, in een 8-vorm. De sjorring wordt afgerond met een mastworp om een van de palen.